# مهدي تارتار
مهدي تارتار (بالفارسية:  مهدى تارتار)، من مواليد 24 سبتمبر 1972 في طهران، إيران. هو مدرب كرة القدم الذي يدير نادي نفط مسجد سليمان في دوري المحترفين الإيراني.

## كلاعب
نادي باس
- وصيف دوري آزادغان : 1997–98

برسبوليس
- الدوري الإيراني (3): 1998–99, 1999–2000, 2001–02
- كأس حذفي (1): 1998–99

أبو مسلم
- وصيف كأس حذفي : 2004–05

## مدير فني
راه آهن
- وصيف كأس حذفي : 2008–09

بارس جم
- دوري آزادغان (1): 2016–17 (التأهل)

## فردية
- أفضل مدرب للعام بدوري آزادغان (1): 2016–17